# Marquesado de Eliche

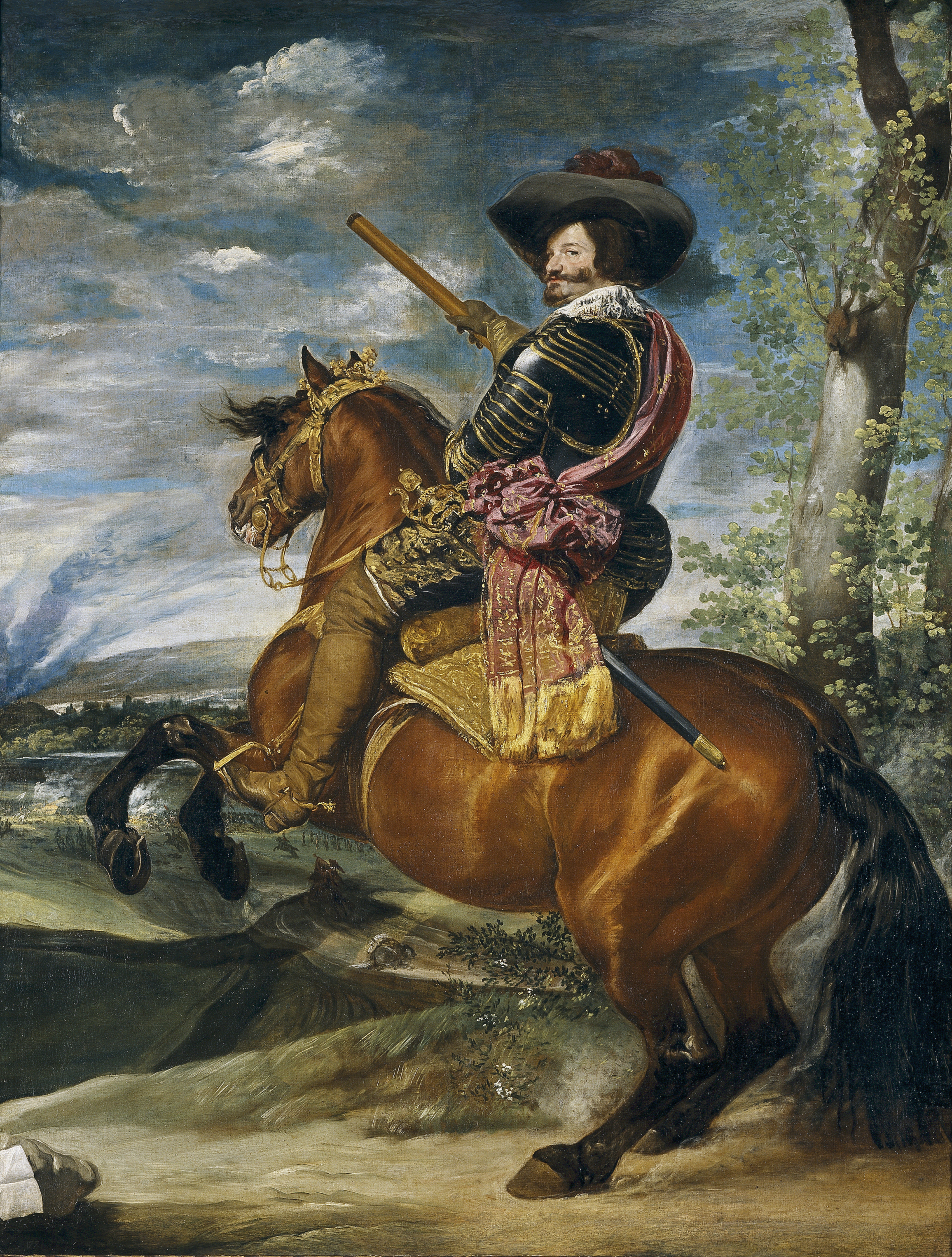
Gaspar de Guzmán y Pimentel, conde-duque de Olivares I marqués de Eliche, pintado por Velázquez.

Escudo de la Casa de Olivares.

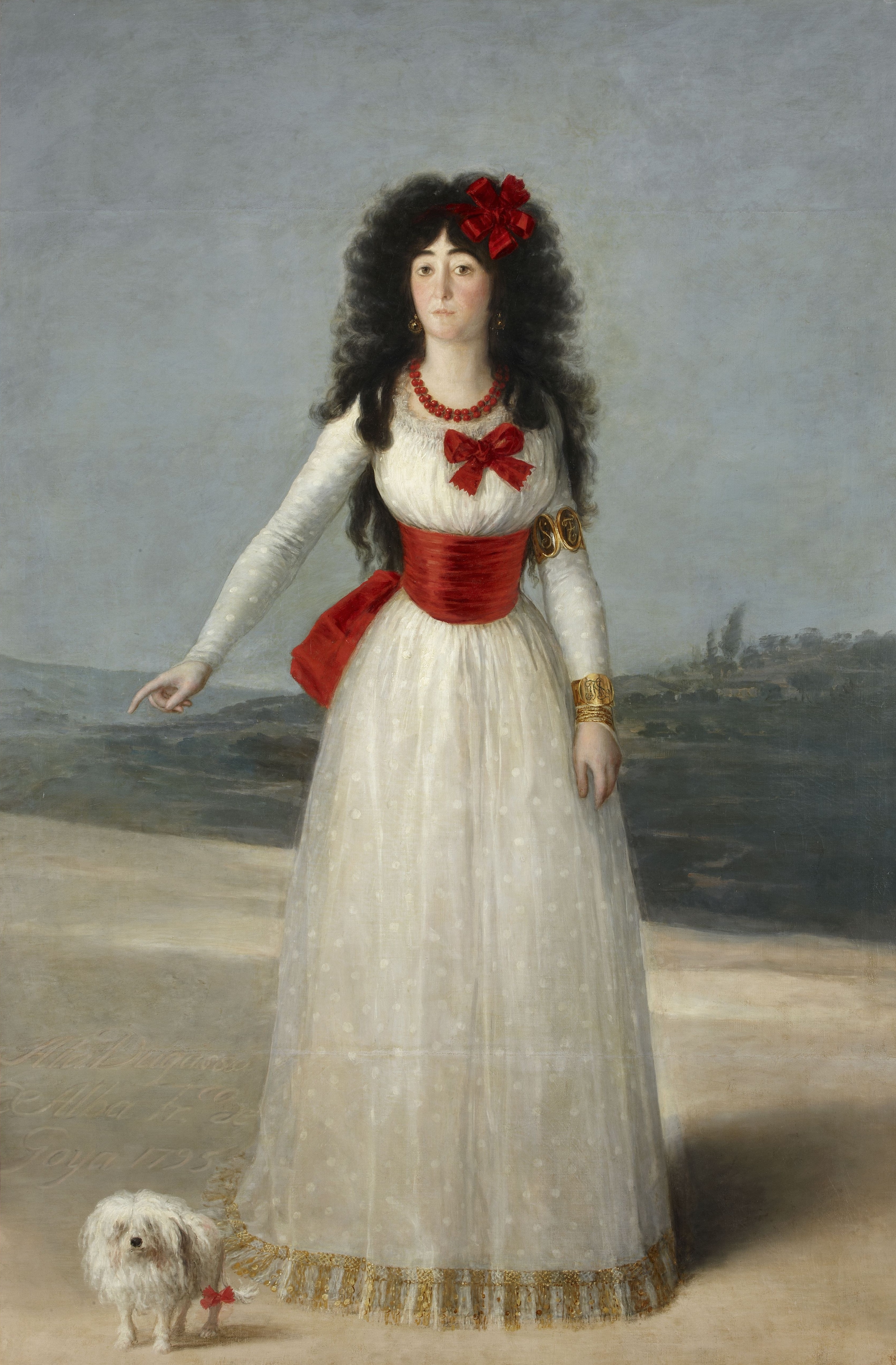
María del Pilar Teresa Cayetana de Silva y Álvarez de Toledo, XIII duquesa de Alba de Tormes, VII marquesa de Eliche. Obra de Goya.

Armas de los Fitz-James Stuart, duques de Berwick y de Alba.

El marquesado de Eliche (antiguamente de Heliche) es un título nobiliario español. Fue concedido en agosto de 1624 por el rey Felipe IV al primogénito de su valido, el Gaspar de Guzmán y Pimentel. El título fue a parar a su hija, María de Guzmán.
La denominación del marquesado hace referencia al lugar —hoy despoblado— de Heliche, en el municipio andaluz de Olivares y provincia de Sevilla.

## Marqueses de Eliche
|                        | Titular                                                      | Periodo                |
| Creación por Felipe IV | Creación por Felipe IV                                       | Creación por Felipe IV |
| ---------------------- | ------------------------------------------------------------ | ---------------------- |
| I                      | María de Guzmán                                              | 1624-1626              |
| II                     | Luis Méndez de Haro y Guzmán                                 | 1626-¿?                |
| III                    | Gaspar Méndez de Haro y Guzmán                               | ¿?-1687                |
| IV                     | Catalina de Haro y Guzmán                                    | 1687-1733              |
| V                      | María Teresa Álvarez de Toledo y Haro                        | 1739-1755              |
| VI                     | Fernando de Silva Mendoza y Toledo                           | 1755-1776              |
| VII                    | María del Pilar Teresa Cayetana de Silva y Álvarez de Toledo | 1776-1802              |
| VIII                   | Carlos Miguel Fitz-James Stuart y Silva                      | 1802-1835              |
| IX                     | Jacobo Fitz-James Stuart y Ventimiglia                       | 1835-1881              |
| X                      | Carlos María Fitz-James Stuart y Palafox                     | 1881-1901              |
| XI                     | Jacobo Fitz-James Stuart y Falcó                             | 1902-1953              |
| XII                    | María del Rosario Cayetana Fitz-James Stuart                 | 1953-2014              |
| XIII                   | Carlos Fitz-James Stuart y Martínez de Irujo                 | 2015-hoy               |

## Historia de los marqueses de Eliche
- María de Guzmán (1609-1626), I marquesa de Eliche, se casó el 9 de enero de 1625 con Ramiro Núñez de Guzmán,[4] II marqués de Toral y I duque de Medina de las Torres. Sin descendientes, por lo que el título de marqués de Eliche pasó a:

- Luis Méndez de Haro y Guzmán (1598-1661), II marqués de Eliche, V conde y III duque de Olivares, I duque de Montoro, VI marqués del Carpio, II conde de Morente.

1. Casó con Catalina de Aragón y Córdoba, hija de Enrique de Aragón Folc de Cardona y Córdoba (alias Ramón Folch de Cardona), V duque de Segorbe y VI de Cardona, XXXVI conde de Ampurias y XI de Prades, IV marqués de Comares y VI de Pallarés, vizconde de Villamur y barón de Entenza, y de Catalina de Córdoba y Figueroa, su segunda mujer, hija del IV marqués de Priego. Le sucedió su hijo:

- Gaspar Méndez de Haro y Guzmán (1629-1687), III marqués de Eliche, VI conde y IV duque de Olivares, II duque de Montoro, VII marqués del Carpio, III conde de Morente.

1. Casó con Antonia María de la Cerda, hija de Antonio Juan de la Cerda y Toledo, VII duque de Medinaceli, VI marqués de Cogolludo, VI conde del Puerto de Santa María y de Ana Francisca Portocarrero, III marquesa de Alcalá de la Almeda, V duquesa de Alcalá de los Gazules, VIII marquesa de Tarifa, X condesa de los Molares.
2. Casó con Teresa Enríquez de Cabrera, hija de Juan Gaspar Enríquez de Cabrera, VI duque de Medina de Rioseco X conde de Melgar, X conde de Rueda, conde de Modica. Le sucedió, del segundo matrimonio, su hija:

- Catalina Méndez de Haro y Guzmán y Enríquez de la Cerda (1672-1733), IV marquesa de Eliche, VII condesa de Olivares, V duquesa de Olivares, III duquesa de Montoro, VIII marquesa del Carpio, IV condesa de Morente, VIII condesa de Monterrey, III marquesa de Tarazona, VIII condesa de Ayala, VI condesa de Fuentes de Valdepero.

1. Casó con Francisco Álvarez de Toledo y Silva o Francisco Álvarez de Toledo de Beaumont y Portocarrero, X duque de Alba de Tormes, VII duque de Huéscar, XI conde de Lerín, X marqués de Coria, IX marqués de Villanueva del Río, XI conde de Osorno. Le sucedió su hija:

- María Teresa Álvarez de Toledo y Haro o María Teresa Álvarez de Toledo de Beaumont y Portocarrero (1691-1755), V marquesa de Eliche, XI duquesa de Alba de Tormes, VIII duquesa de Huéscar, XII condesa de Lerín, XI marquesa de Coria, X marquesa de Villanueva del Río, XII condesa de Osorno, VI condesa-duquesa de Olivares, IV duquesa de Montoro, IX marquesa del Carpio, IX condesa de Monterrey, IV marquesa de Tarazona, IX condesa de Ayala, VII condesa de Fuentes de Valdepero, XII Condestable de Navarra.

1. Casó con Manuel María de Silva Mendoza y de la Cerda, IX conde de Galve, hijo de Gregorio de Silva Mendoza y Sandoval, V duque de Pastrana y de María de Haro y Guzmán, de los marqueses del Carpio. Le sucedió su hijo:

- Fernando de Silva Mendoza y Toledo (1714-1778), VI marqués de Eliche, XII duque de Alba de Tormes, IX duque de Huéscar, XIII conde de Lerín, XII marqués de Coria, XI marqués de Villanueva del Río, XIII conde de Osorno, VII conde-duque de Olivares, V duque de Montoro, X marqués del Carpio, X conde de Monterrey, V marqués de Tarazona, X conde de Ayala, VIII conde de Fuentes de valdepero, XIII Condestable de Navarra, XI conde de Galve.

1. Casó con María Catalina de Velasco, hija de José de Velasco y Carvajal, VIII duque de Frías, V marqués de Jodar, X conde de Haro, VI marqués de Berlanga.
2. Casó con María Bernarda Álvarez de Toledo y Portugal, hija de Vicente Pedro Álvarez de Toledo Portugal, IX conde de Oropesa, VII conde de Alcaudete, conde de Belvís, conde de Deleytosa, marqués de Frechilla y Villarramiel, marqués de Jarandilla, y de María de la Encarnación Fernández de Córdoba y de la Cerda.

Le sucedió de su hijo de su segundo matrimonio, su nieta:
- María del Pilar Teresa Cayetana de Silva y Álvarez de Toledo (1762-1802), VII marquesa de Eliche, XIII duquesa de Alba de Tormes, XIV condesa de Lerín, VIII condesa-duquesa de Olivares, VI duquesa de Montoro, XI marquesa del Carpio, XI condesa de Monterrey, XIII condesa de Oropesa, XIV condesa de Osorno, etc..

1. Casó con José Álvarez de Toledo y Gonzaga, XV duque de Medina Sidonia, XI duque de Montalto, VIII duque de Fernandina. Sin descendientes. Le sucedió:

- Carlos Miguel Fitz-James Stuart y Silva (1794-1835), VIII marqués de Eliche, VII duque de Berwick, VII duque de Liria y Jérica, XIV duque de Alba de Tormes, XV conde de Lerín, VII duque de Montoro, IX conde-duque de Olivares, etc..

1. Casó con Donna Rosalía Ventimiglia y Moncada d'Aragona. Le sucedió su hijo:

- Jacobo Fitz-James Stuart y Ventimiglia (1821-1881), IX marqués de Eliche, XV duque de Alba de Tormes, VIII duque de Berwick, VIII duque de Montoro, X conde-duque de Olivares, etc.

1. Casó con María Francisca de Sales Palafox Portocarrero y Kirkpatrick, XIV duquesa de Peñaranda de Duero, IX condesa del Montijo, XVII condesa de Miranda del Castañar. Le sucedió...